# Robert Fithie
Robert Fithie, född 1705 i Stockholm, död 19 maj 1772 i Åbo, var en svensk skeppsbyggmästare.
Robert Fithie var son till den från England inflyttade vinskänken Johan Fithie. Som 17-åring kom han i lära hos skeppsbyggmästaren William Smitt vid Djurgårdsvarvet och befordrades till timmerman och kvartersman. Han arbetade därefter 1727-1732 vid varv i Storbritannien, Frankrike, Västindien, Nederländerna, Italien och Portugal varvid han lärde sig skeppsbyggaryrket. Vid sin återkomst till Sverige blev han 1733 skeppsbyggmästare i Österbottens län. Från 1737 arbetade han i Åbo och blev samma år ledare för stadens skeppsvarv. 1741 erhöll han burskap som borgare i Åbo. 1744 blev Fithie dykerikommissarie i "finska skären". 1747 anlade han ett eget varv och repslageri i Åbo.